# 김선우 (1973년)
김선우(金宣佑, 1973년 7월 2일 ~ )은 전 KBO 리그 야구 선수의 포수이다.

## 출신학교
- 1989 ~ 1992 : 광영고등학교

## 등번호
- 62번